# Bhanvad
Bhanvad là một thành phố và khu đô thị của quận Jamnagar thuộc bang Gujarat, Ấn Độ.

## Địa lý
Bhanvad có vị trí 21°56′B 69°47′Đ / 21,93°B 69,78°Đ Nó có độ cao trung bình là 57 mét (187 foot).

## Nhân khẩu
Theo điều tra dân số năm 2001 của Ấn Độ, Bhanvad có dân số 19.709 người. Phái nam chiếm 51% tổng số dân và phái nữ chiếm 49%. Bhanvad có tỷ lệ 68% biết đọc biết viết, cao hơn tỷ lệ trung bình toàn quốc là 59,5%: tỷ lệ cho phái nam là 76%, và tỷ lệ cho phái nữ là 60%. Tại Bhanvad, 12% dân số nhỏ hơn 6 tuổi.